# The Road Home (Heart)
The Road Home è un album dal vivo del gruppo rock statunitense Heart, pubblicato nel 1995, testimonianza di una serie di concerti unplugged realizzati con il contributo strumentale di John Paul Jones, produttore tra l'altro dell'album.

## Tracce
1. Dreamboat Annie (Fantasy Child) – 3:35
2. Dog and Butterfly – 6:00
3. (Up on) Cherry Blossom Road – 5:04
4. Back to Avalon – 3:55
5. Alone – 4:45
6. These Dreams – 5:20
7. Love Hurts (The Everly Brothers cover) – 4:30
8. Straight On – 5:10
9. All I Wanna Do Is Make Love to You – 3:40
10. Crazy on You – 5:13
11. Seasons (Elton John cover) – 3:40
12. River (Joni Mitchell cover) – 3:40
13. Barracuda – 4:40
14. Dream of the Archer – 5:37
15. The Road Home – 4:35